# Varnostni pas
Varnostni pas je pas za pripenjanje potnikov na sedeže med vožnjo zaradi večje varnosti ob nenadnem sunku. Dosledna uporaba varnostnega pasu med vožnjo zmanjša tveganje za smrtno žrtev za polovico, v podobnem obsegu tudi zmanjša tveganje za hude poškodbe ter za skoraj četrtino zmanjša tveganje za nastanek lažjih poškodb, tako pri voznikih kot pri sopotnikih na sprednjih sedežih. Varnostni pasovi imajo dolgo zgodovino; za njihovega izumitelja velja angleški inženir George Cayley z začetka 19. stoletja. Pasove so pozneje uporabljali padalci med drugo svetovno vojno, v avtomobilih pa so jih začeli ponujali leta 1949. Prvi klasični tritočkovni varnosti pas v avtomobilu so patentirali leta 1955.

## Zakonodaja
V Sloveniji obveznost pripenjanja z varnostnim pasom opredeljuje Zakon o pravilih cestnega prometa. Med vožnjo morajo biti pripete z varnostnim pasom osebe v motornem vozilu na vseh sedežih, kjer so vgrajeni varnostni pasovi. Policisti nadzorujejo priprenjanje z varnostnim pasom tako med svojimi rednimi nalogami kot tudi med občasnimi poostrenimi nadzori. Poleg tega sodelujejo tudi v preventivnih akcijah za zagotavljanje varnostni cestnega prometa, ki osveščajo javnost o obvezni uporabi varnostnih pasov in zadrževalnih sistemov za otroke tudi preko osnovnih in srednjih šol, avtobusnih in drugih prevozniških sredstev ter medijev.

## Zgodovina
Za izumitelja varnostnega pasu velja angleški inženir George Cayley, ki je deloval sredi 19. stoletja, čeprav je bil prvi patent odobren od Edwarda J. Claghorn iz New Yorka (US Patent 312,085, 10. februarja 1885 za varnostni pas). Claghornu so podelili patent Združenih držav Amerike št. 312,085 za varnostni pas za turiste, slikarje, gasilce itd., patent je opredeljen kot »oblikovan  za uporabo za osebe, opremljeni s kavlji in drugimi priključki za zavarovanje osebe na fiksni predmet«.
Leta 1946 je dr. C. Hunter Shelden odprl nevrološko prakso v Bolnišnici Huntington Memorial v Pasadeni v Kaliforniji. V zgodnjih petdesetih letih je dr. Shelden veliko prispeval k avtomobilski industriji s svojo zamislijo o varnostnih pasovih. Do tega ga je pripeljala skrb zaradi velikega števila poškodb glave ljudi, ki so prihajali na urgenco. Da bi zmanjšal visoko stopnjo poškodb, ki jih je videl, je konec leta 1955 predlagal zložljive varnostne pasove, vgradne volane, ojačane strehe, palice, avtomatske ključavnice vrat in pasivne zadrževalne naprave, kot je zračna blazina. Kasneje, leta 1966, je kongres sprejel Nacionalni zakon o varnosti v cestnem prometu in motornih vozilih, v skladu s katerim so morali vsi avtomobili izpolnjevati določene varnostne standarde.
Ameriški proizvajalci avtomobilov Nash (leta 1949) in Ford (leta 1955) so kot opcijo ponudili varnostne pasove, švedski Saab pa je kot standard uvedel varnostne pasove leta 1958. Po predstavitvi Saab GT 750 na New York Motor Showu leta 1958 s standardnimi varnostnimi pasovi je praksa postala običajna. 
Glenn Sheren iz Masona v Michiganu je 31. marca 1955 vložil patentno prijavo za avtomobilski varnostni pas in leta 1958 je dobil patent US 2,855,215. To je bilo nadaljevanje prejšnje patentne prijave, ki jo je g. Sheren izpolnil že leta 1952. 
Prvi sodobni varnostni tritočkovni pas (tako imenovani CIR-Griswoldov zadrževalni sistem), ki se danes uporablja v večini vozil na tržišču, je bil patentiran leta 1955 v ameriškem patentu 2.710.649, ki so ga izdelali Američani Roger W. Griswold in Hugh DeHaven.